# Chiloglottis sphyrnoides
Chiloglottis sphyrnoides är en orkidéart som beskrevs av David Lloyd Jones. Chiloglottis sphyrnoides ingår i släktet Chiloglottis och familjen orkidéer. Inga underarter finns listade i Catalogue of Life.